# Selecció per rang (algorisme genètic)
Selecció per rang és l'assignació per a cada individu de la població d'un rang numèric, i la selecció es farà en base aquest rang que en la diferència absoluta de l'aptitud de l'individu (s'entén com a aptitud, com n'és d'aproximat el resultat).
Un dels avantatges d'aquest mètode és que pot prevenir que els individus més adaptats guanyin dominància sobre els menys afectats. Si no es controlés això, es reduiria la diversitat genètica de la població i la possibilitat de trobar una millor solució.
L'algorisme funcionaria de la següent manera: primerament, s'assigna el rang 1 al pitjor individu (cal observar que N serà el nombre d'individus de la població).
Un cop tenim la llista d'individus i el seu rang, la probabilitat que un individu sigui seleccionat, no serà pel resultat de la seva avaluació en la funció, sinó que serà proporcional a la seva situació dins de la mateixa llista.
La probabilitat de què un individu concret sigui seleccionat és Pi = rang(Pi)/(λ(λ+1)/2) on el divisor d'aquesta funció equival a la constant de normalització i λ equival al nombre d'individus de la nostra població (N en l'explicació anterior).
Per exemple, tenim una població de 6 individus que hem avaluat i hem obtingut:

I1 = 0.002, I2 = 0.001, I3 = 0.006, I4 = 0.005, I5 = 0.003, I6 = 0.004
Els ordenem i assignem el rang:

I2 = rang 6

I1 = rang 5

I5 = rang 4

I6 = rang 3

I4 = rang 2

I3 = rang 1

Seguidament calcularíem la probabilitat de ser escollit de cadascun:

p(I2) <> 6/(6*(6+1)/2) = 0,2857

p(I1) <> 5/(6*(6+1)/2) = 0,2380

p(I5) <> 4/(6*(6+1)/2) = 0,1904

p(I6) <> 3/(6*(6+1)/2) = 0,1428

p(I4) <> 2/(6*(6+1)/2) = 0,0952

p(I3) <> 1/(6*(6+1)/2) = 0,0476

D'aquí obtindríem que el I2 és el millor individu d'aquesta generació.